# Großer Palast (Konstantinopel)

Die Lage des Großen Palasts im alten Konstantinopel.

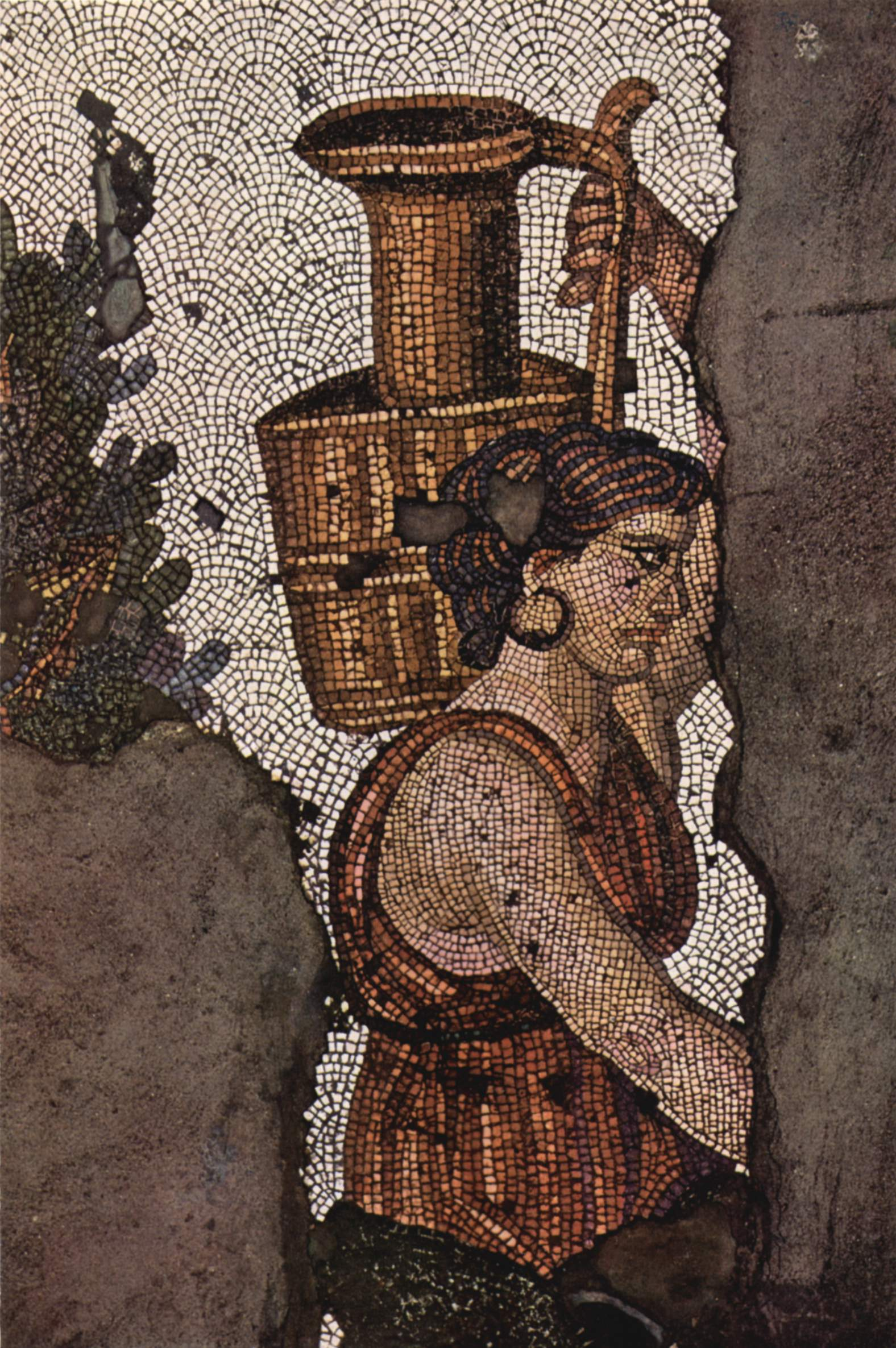
Mosaik aus dem Palast

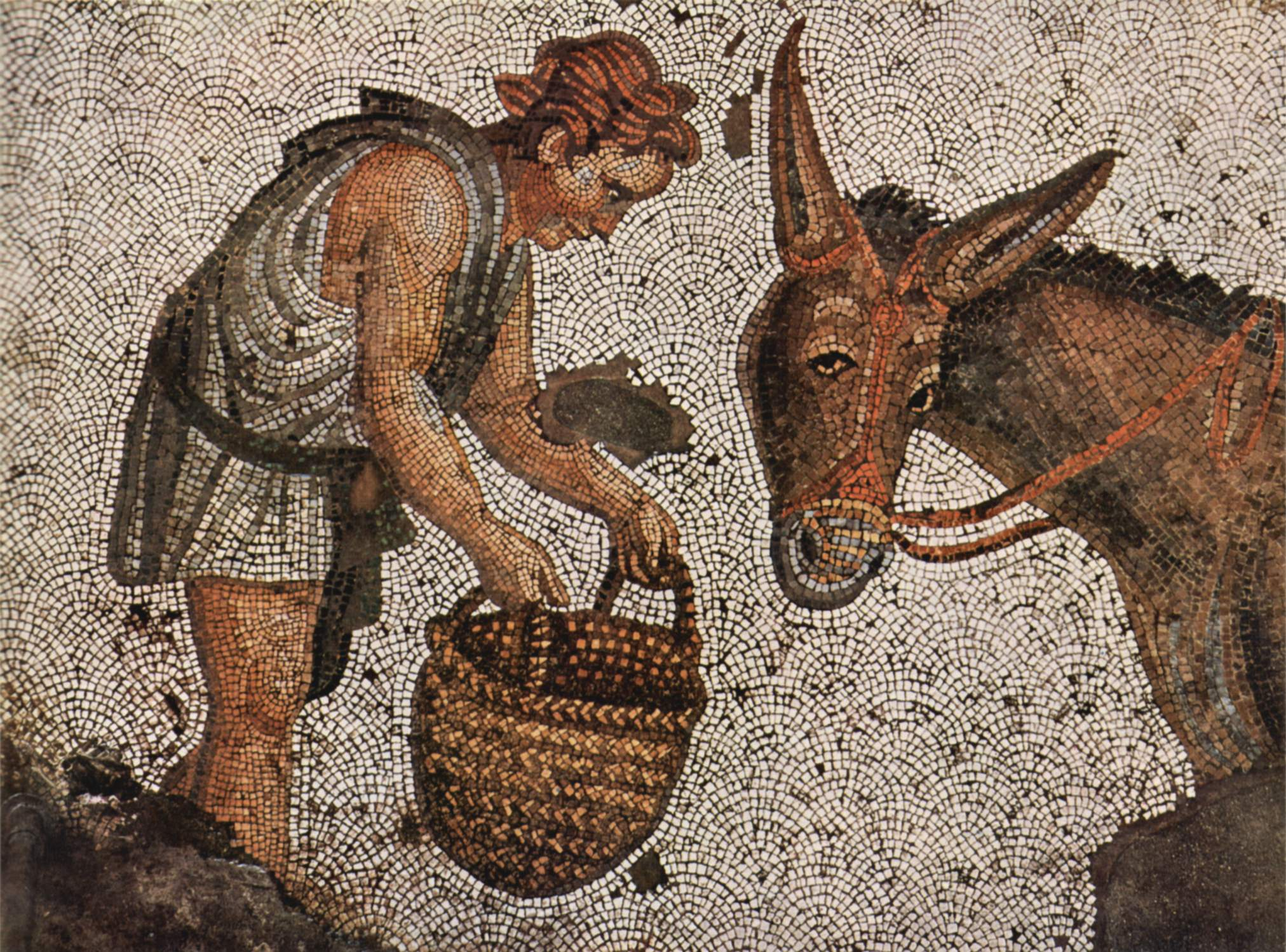
Mosaik aus dem Palast

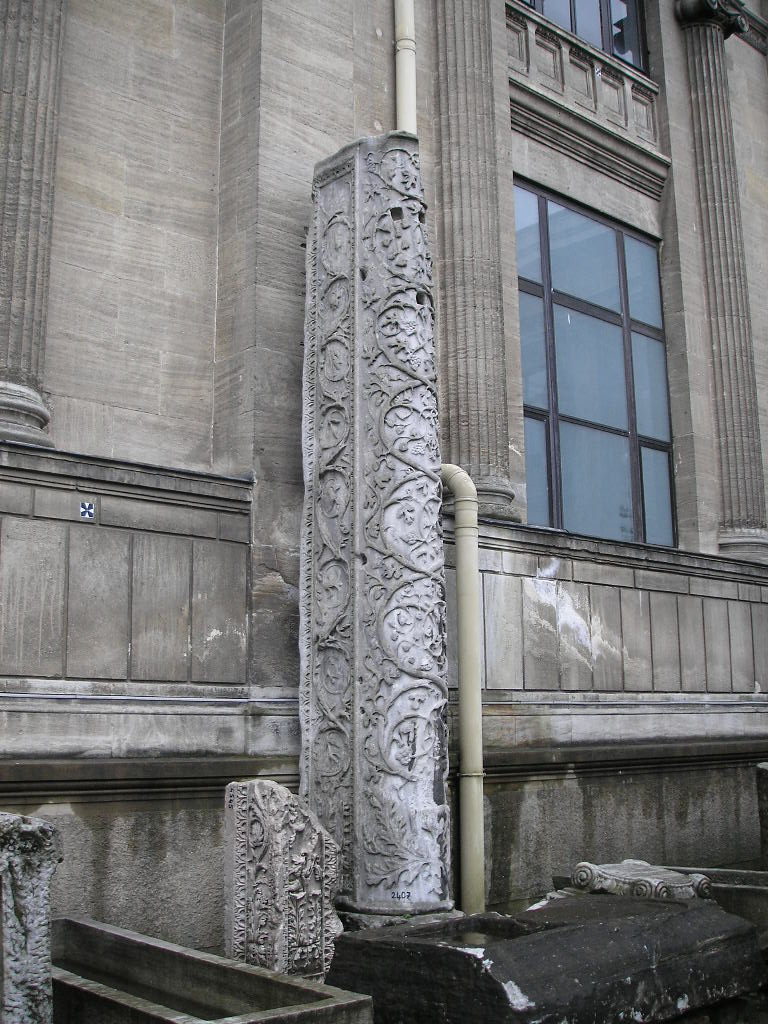
Ein Pfeiler aus dem Großen Palast, heute im Archäologischen Museum Istanbul

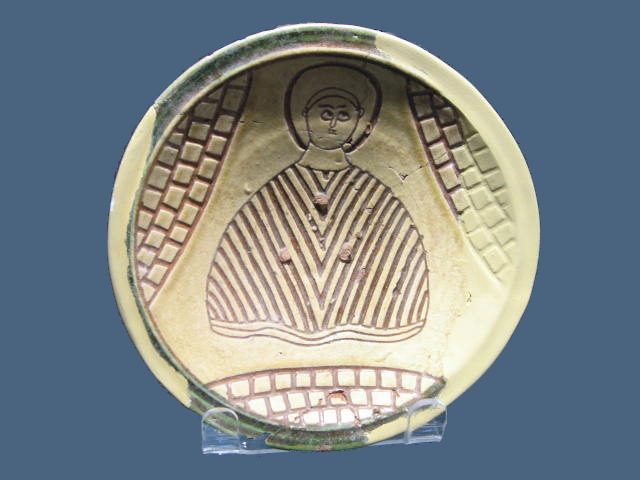
Byzantinischer Teller, der bei Ausgrabungen gefunden wurde

Der Große Palast (lateinisch Palatium Magnum), auch Heiliger Palast, in Konstantinopel war seit Theodosius II. (408–450) der Sitz der byzantinischen Kaiser. Er befand sich auf dem Hügel neben dem Hippodrom in der Nähe der Hagia Sophia und umfasste eine Fläche von ca. 100.000 Quadratmetern. Er lag auf sechs Terrassen, welche die 31 Höhenmeter von der Hagia Sophia bis zur Küste des Marmarameeres überbrückten.
Die wichtigste Quelle zum Großen Palast ist De cerimoniis aulae Byzantinae von Konstantin VII. (913–959), der auch zahlreiche ältere Quellen nutzte.

## Geschichte
Nach Schäden durch den Nika-Aufstand (532) wurde der Große Palast unter Justinian I. (527–565) wieder aufgebaut und besonders unter Theophilos (829–842) erweitert. Seit dem 10. Jahrhundert residierten die Kaiser vor allem im Blachernen-Palast in der Nähe der Landmauer, der Große Palast verfiel allmählich.
1204, während der Belagerung Konstantinopels durch die Lateiner, suchten eine Reihe vornehmer Damen Zuflucht im Bukoleon, darunter die Kaiserwitwe Agnes, die Schwester des Königs von Frankreich, und die Kaiserin Maria, Frau des Kaisers Isaak II., Tochter des Königs von Ungarn, die später Balduin I. (1204–1205) heiraten sollte. Der Palast wurde durch den Grafen von Montferrat eingenommen und ausgeplündert. Er soll große Schätze enthalten haben, nach Gottfried von Villehardouin gab es „keine Worte, sie zu beschreiben und niemand konnte sie auf irgendeine Weise zählen“.
Heinrich von Flandern (1206–1216) heiratete Kaiserin Agnes im Bukoleon-Palast. Der letzte lateinische Kaiser, Balduin II. (1237–1261), ließ das Blei von den Dächern des Großen Palastes reißen und verkaufen. Sie wurden auch unter den Palaiologen nicht wiederhergestellt. Der spanische Botschafter Ruy González de Clavijo beschrieb 1402 die Ruinen.
Nach der Eroberung 1453 soll Mehmed II. Fatih den Großen Palast aufgesucht haben und angesichts der Ruinen folgende Zeilen aus einem persischen Gedicht von Saadi zitiert haben: „Die Spinne webt die Vorhänge im Palast der Cäsaren, die Eule ruft von Afrasiabs Türmen die Stunde aus.“ Nach der Eroberung wurde die Nea Basilika geplündert und ebenfalls dem Verfall preisgegeben.
Heute ist von dem Großen Palast kaum noch etwas erhalten. Teile wurden von der Sultan-Ahmed-Moschee überbaut. Lediglich die restaurierten Reste der sogenannten Magnaura in der Nähe der Hagia Sophia sowie die Zisternen (Yerebatan Sarnıcı) sind zugänglich.

## Ausstattung
Der Große Palast war sehr prächtig ausgestattet, die Audienzräume (Magnaura) waren darauf ausgerichtet, fremde Würdenträger zu beeindrucken und einzuschüchtern. Der übliche Weg der Besucher führte vom bronzenen Chalke-Tor (Vestibül) durch die schola, Excubita, Konsistorium, Onopodium in die dreischiffige Magnaura (Empfangsraum). Unter Theophilos wurde hier ein Thron eingebaut, der unter Orgelklang mechanisch in die Höhe gehoben werden konnte. Goldene Löwen und Greifen auf beiden Seiten des Thrones öffneten dazu ihre Mäuler und Schnäbel und brüllten. In der Nähe des Throns stand eine vergoldete Platane, auf der künstliche Vögel saßen, die ihre Flügel bewegen und singen konnten.
Im Großen Palast lag auch die berühmte, mit purpurroten Porphyr vom Mons Porphyrites in Ägypten ausgekleidete Porphyra, in der die kaiserlichen Kinder als Porphyrogenetoi zur Welt kamen.
Alexios IV. ließ das Standbild des kalydonischen Ebers aus dem Hippodrom in den Palast bringen.

## Weitere Bestandteile
Der Große Palast hatte über den Bukoleon-Palast Zugang zum Marmarameer. Auf dem Palastgelände lagen auch Gärten und zahlreiche Kirchen. Unter Basileios I. entstand im Palast die größte byzantinische Kirche nach dem Bau der Hagia Sophia im 6. Jahrhundert, die Nea Ekklēsia (in der Vita Basilii beschrieben), die als erste fünfkuppelige Kreuzkuppelkirche der byzantinischen Kunst vorbildgebend wurde. Sie war reich mit Porphyr und sangarischem Marmor ausgekleidet und hatte zwei Porphyr-Brunnen. Basileios I. baute zudem im Palast die marmorverkleidete Pharos-Palastkapelle, die als „Heilige Kapelle“ bis 1204 wichtigster Reliquienschrein der Christenheit war und danach durch Raub und Verkauf der Pharos-Reliquien den Bau der Martyrien der Sainte-Chapelle Ludwigs IX. sowie der Kapelle des Heiligen Kreuzes in Burg Karlštejn anregte.
Auch der Garten Mesokepion, unter Basilios I. auf dem alten Polo-Platz angelegt, befand sich auf einer der niedrigeren Terrassen im östlichen Teil des Palastgeländes, seine genaue Lage ist aber unbekannt. Er wird durch Theophanes Continuatus beschrieben. Um den Garten einzurichten, wurden eine Reihe von Privathäusern abgerissen. Der gesamte Garten war von einer Mauer umgeben und wurde künstlich bewässert.

## Forschungsgeschichte
1935 bis 1938 und 1952 bis 1954 wurden Ausgrabungen durch den Walker Trust durchgeführt. Dabei fand man im Gebiet östlich des Hippodroms eine Halle mit Apsis (32 × 16,5 m) und einen rechteckigen Hof (65 × 55,5 m), der mit Säulen umgeben war und prunkvolle Mosaiken enthielt. Diese befinden sich heute in situ im Mosaiken-Museum. Eugenia Bolognesi Recchi-Franceschini führte viele Jahre Surveys durch und konnte die byzantinischen Terrassierungen nachweisen.
Beim Bau des Eresin Crown Hotels an der Küçük Ayasofya Caddesi wurden in den frühen 1990ern Zisternen, Keller und Reste von Fußböden ausgegraben. Auch dabei handelt es sich vielleicht um Teile des Palastes (Wirtschaftsgebäude?). Die auf dem Gelände gefundenen Marmorfragmente sind in dem Hotel verbaut. Teilweise handelt es sich dabei selbst um (römische) Spolien. Ein Grabungsbericht existiert nicht. Seit 1998 finden unter Leitung von Alpay Pasinli östlich der Hagia Sophia Ausgrabungen statt, dabei wurden auch Teile des Großen Palastes freigelegt. Bisher wurden 17.000 m² im Garten des ehemaligen Sultan-Ahmet-Gefängnisses freigelegt.